# Fegyvernek-Örményes
Fegyvernek-Örményes (węg. Fegyvernek-Örményes vasútállomás) – stacja kolejowa w Örményes, w komitacie Jász-Nagykun-Szolnok, na Węgrzech. Znajduje się około 6 km na południe od Fegyvernek.
Stacja znajduje się na ważnej linii 100 Budapest – Cegléd – Szolnok – Debrecen – Nyíregyháza i obsługuje pociągi wszystkich kategorii. 

## Linie kolejowe
- Linia 100 Budapest – Cegléd – Szolnok – Debrecen – Nyíregyháza